# Harry Koch (1969)
Harry Koch (Bamberga, 15 novembre 1969) è un ex calciatore tedesco.

## Carriera
Dopo aver giocato per diverse stagioni nelle categorie inferiori, nel 1995 approda al Kaiserslautern, dove al primo anno conquista la Coppa di Germania ma patisce anche la retrocessione dalla Bundesliga. L'anno seguente fa parte della formazione che vince la Zweite Bundesliga e poi nel 1998 è tra i titolari nel gruppo che, da neopromosso, vince la Bundesliga.
Rimane al Kaiserslautern fino al 2003 (anno in cui la squadra giunge in finale di Coppa di Germania), prima di approdare all'Eintracht Trier dove chiude la carriera nel 2006.

## Palmarès

### Competizioni nazionali
- Coppa di Germania: 1

Kaiserslautern: 1995-1996
- Zweite Bundesliga: 1

Kaiserslautern: 1996-1997
- Campionato tedesco: 1

Kaiserslautern: 1997-1998